# Pinatubo
El Pinatubo és un volcà actiu situat a l'illa de Luzon a les Filipines, entre les províncies de Zambales, Tarlac i Pampanga. Abans de 1991, la muntanya patia un fort procés d'erosió. Estava coberta per un dens bosc on habitaven diversos milers d'habitants autòctons, els aeta, els qui s'havien instal·lat a les muntanyes des de l'època de la colonització espanyola, en 1565.
Des de fa més d'un milió d'anys d'inactivitat van ocórrer les primeres erupcions. Des de l'any 1000 aproximadament no va tornar a haver-hi cap altra erupció fins al 1991.
El març de 1991 va despertar sorprenent els vulcanòlegs. El 2 d'abril s'obrí una fissura en un pendent eixint gas i cendres que feren fugir els habitants. Els vulcanòlegs avisaren les autoritats i traslladaren les persones. Els dies següents a la fissura el volcà continuà movent-se, amb uns nombre d'entre 40 i 140 sotracs.
L'erupció més recent va ocórrer al juny de 1991, després de 500 anys d'inactivitat, i va produir una de les més grans i més violentes erupcions del segle xx. El 9 de juny ocorregué l'erupció. Gràcies a les prediccions produïdes pels serveis meteorològics, es va aconseguir evacuar milers de persones en les àrees circumdants, i així es va evitar pèrdues de vides. No obstant això, els danys materials van ser enormes a causa del flux piroclàstic, cendres i esllavissades de terra i renta produïts durant les pluges subsegüents. Milers de cases van ser destruïdes.
Els efectes de l'erupció es van sentir a tot el món. Va enviar grans quantitats de gasos cap a l'estratosfera, més que qualsevol altra erupció des de la de Krakatoa el 1883. Els gasos emesos van produir una capa global d'àcid sulfúric durant els mesos següents. Les temperatures globals van baixar aproximadament 0,5 °C, i la destrucció de la capa d'ozó va augmentar de manera important.